# Wszechświęte (województwo dolnośląskie)
Wszechświęte (niem. Allerheiligen)  – wieś w Polsce położona w województwie dolnośląskim, powiecie oleśnickim, w środkowowschodniej części gminy Oleśnica.

## Podział administracyjny
W latach 1975–1998 miejscowość należała administracyjnie do województwa wrocławskiego.

## Nazwa
Wieś na przestrzeni lat zmieniała trzy razy nazwy:
- 1317 - Omnium Sanctorum (łac. Wszystkich Świętych)
- 1376 - Alle Heilig (niem. Wszystkich Świętych)

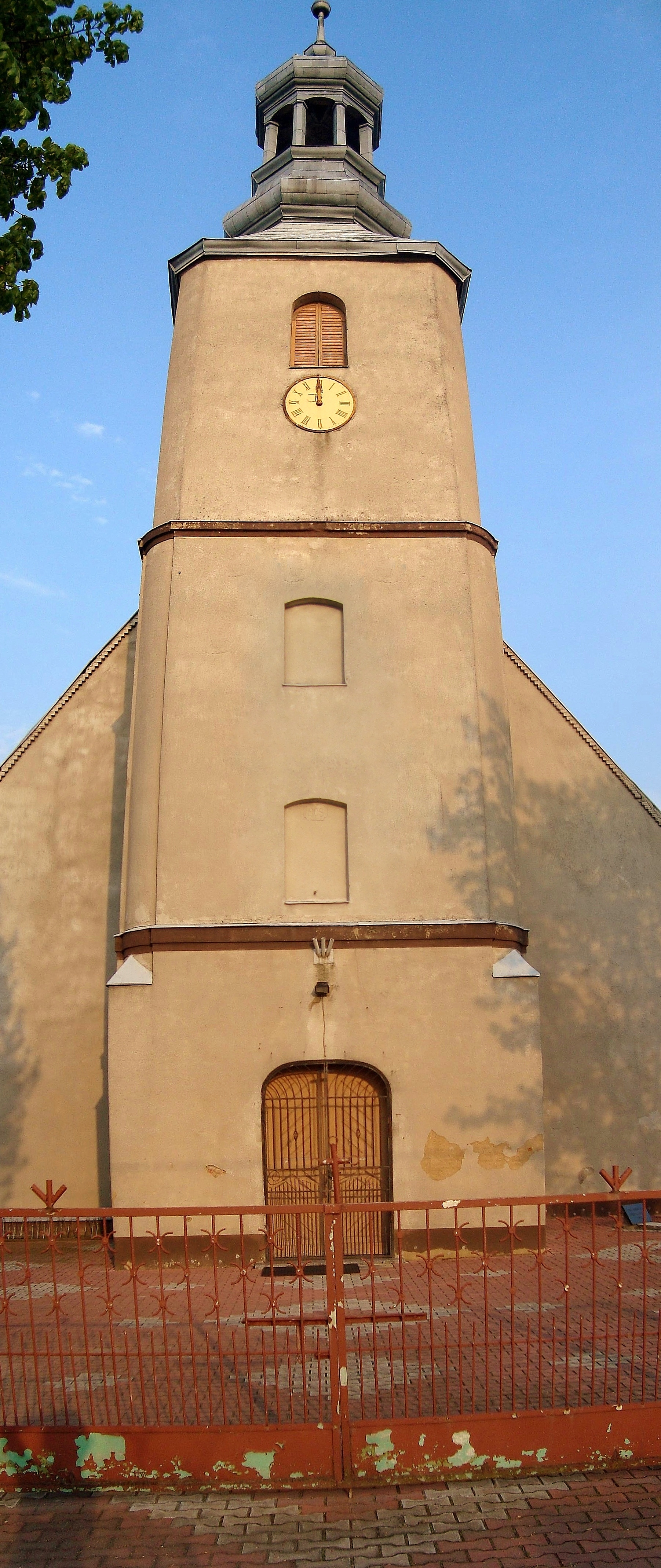
Kościół we wsi Wszechświęte

- 1785 - Allerheiligen

## Historia
- 1317 – pierwsza wzmianka. W dokumencie dotyczącym sporu o dziesięcinę wymieniony został Berold - proboszcz parafii we wsi Wszechświęte.
- 1376 – miejscowość wzmiankowana, jako założona na prawie niemieckim. Kościół posiadał wezwanie Wszystkich Świętych (skąd nazwa wsi)
- 1380 – w miejscowości istniało dobro rycerskie, stanowiące własność Pecko Krompusch
- 1597 – wymieniony został duchowny ewangelicki Bartolomeus Glassius
- 1705 – stary kościół został gruntownie przebudowany (realizacja dzięki gminie ewangelickiej)
- 1785 - we wsi zaczęła działać szkoła, oraz folwark pański. Wieś liczyła 143 mieszkańców, 3 gospodarstwa kmiece, 13 zagrodniczych, 3 chałupników
- 1819 - von Hautcharmoi sprzedał majątek rodzinie von Schickfus
- 1845 – właścicielem wsi był deputowany sądu w Oleśnicy, Gustaw Moritz von Schickfus. Na terenie wsi istniały dobra parafialne, pałac, wiatrak, młyn poruszany siłą koni. Wieś liczyła 27 gospodarstw zamieszkałych przez 281 osób (3 katolików, 7 wyznawców judaizmu) na terenie wsi działało 15 rzemieślników i handlarzy, oraz funkcjonowała szkoła ewangelicka.
- 1874 – we wsi były 24 gospodarstwa, zamieszkałe przez 149 osób (9 katolików).
- 1860 - budowa pałacu, oraz założenie parku
- 1876 – posiadłością władał Hermann von Wiessel. Majątek ziemski obejmował 236 ha gruntu
- 1891 – kolejnym właścicielem majątku był dr filozofii Kurt Seidler.
- 1908 – we wsi było 30 domów, 189 mieszkańców (23 katolików).
- 1909 – posiadłość w rękach dr praw i deputowanego okręgu, Wilhelma Krügera. Powierzchnia majątku obejmowała 300 ha ziemi, w tym park i ogród 6 ha, folwark 4 ha. Do właściciela, również należała gorzelnia i cukrownia. Stan ten utrzymywał się do 1945 r.
- po 1945 – majątek rozparcelowano między indywidualnych użytkowników.

## Demografia
Według Narodowego Spisu Powszechnego (III 2011 r.) liczyło 223 mieszkańców.

## Zabytki
Do wojewódzkiego rejestru zabytków wpisany jest:
- park willowy, z drugiej połowy XIX w.
- kościół filialny pw. Matki Bożej Częstochowskiej, barokowy z I poł. XVIII w., przebudowany w XIX w. i restaurowany w 1964. Wnętrze barokowe, m.in. ołtarz główny, organy, malowidła stropu. Renesansowa chrzcielnica z 1548, polichromie ścian współczesne z 1964[6].

## Organizacje
Na terenie wsi działają trzy organizacje
- Zespół muzyki ludowej Wianki
- Ochotnicza Staż Pożarna
- drużyna piłkarska

## Powierzchnia
Miejscowość Wszechświęte zajmuje powierzchnię 398,55 ha z tego powierzchnia użytków rolnych wynosi 358,48 ha.
Ponadto na powierzchnię ogólną składają się:
- grunty orne - 311,91 ha
- łąki – 31,75 ha
- pastwiska - 12,81 ha
- sady - 2,01 ha
- tereny zabudowane - 10,49 ha
- lasy – 7,77 ha
- wody - 3,54 ha
- drogi – 16,59 ha
- nieużytki - 1,6 ha